# Adultismus
Adultismus "je uplatňování moci dospělých nad dětmi".. Úžeji se adultismus definuje jako "předsudek doprovázející systematickou diskriminaci mladých lidí".. Na filosofickém základě je termín také definován jako "předpojatost vůči mladým lidem a sociální závislost mladých lidí na dospělých, včetně jejich myšlenek, činností a postojů", nebo jako systematická podřízenost mladších lidí jako skupiny, jež disponuje relativně malými příležitostmi k výkonu sociální moci.
Ageismus – neboli věková diskriminace je ideologie založená na sdíleném přesvědčení o kvalitativní nerovnosti jednotlivých fází lidského životního cyklu. Projevuje se skrze proces systematické, symbolické i reálné stereotypizace a diskriminace osob a skupin na základě jejich chronologického věku a/nebo na jejich příslušnosti k určité generaci.

## Etymologie
Slovo adultismus používal Patterson Du Bois v roce 1903, a objevuje se ve francouzské literatuře psychologie v roce 1929, popisující vliv dospělých na děti. To bylo vnímáno jako stav, kdy dítě mělo "tělo a duch", za příklad byli uváděni,
Chlapec ve věku 12 let a dívka ve věku 13 let, kteří měli ducha a osobnost dospělých... Byli umístěni v institucích kvůli krádeži a prostituci. Tyto formy předčasného vývoje vedou jedince k potížím a měly by být rozpoznány brzy ve vývoji jednotlivce.
Tato definice byla nahrazena článkem v časopisech z konce sedmdesátých let, v němž se navrhuje, že adultismus je zneužíváním moci, kterou dospělí mají nad dětmi. Autor identifikoval příklady adultismu nejen u rodičů, ale u učitelů, psychoterapeutů, duchovních, policistů, soudců.

### Používání
Adultismus je definován jako "chování a postoje založené na předpokladech, že dospělí jsou lepší než mladí lidé a jsou oprávněni jednat s mladými lidmi bez dohody". Je vnímán i jako, "závislost na postojích, myšlenkách, přesvědčeních a činnostech dospělých." Adultismus je populárně používán k popisu jakékoliv diskriminace vůči mladým lidem a je odlišný od ageism, což je předsudek na základě věku; ne specificky proti mládeži. Adultismus je zdánlivě způsoben strachem z dětí a mládeže. Bylo navrženo, že "adultismus, který je spojen s pohledem na sebe, který směřuje k odmítání a vyloučení subjektivity dítěte, byl vždy v západní kultuře přítomen".
Fletcher naznačuje, že adultismus má v lidské společnosti tři hlavní podoby
- Postojový Adultismus: Osobní pocity, předpoklady a přesvědčení, které tvoří postoje člověka k mladým lidem. Nazývaný též internalizovaný adultismus.
- Kulturní Adultismus: Sdílené postoje, včetně přesvědčení a zvyků, podporují předpoklad, že dospělí jsou nadřazení všem, kteří nejsou identifikováni jako dospělí, jednoduše na základě věku. Tyto projevy jsou též nazývány sociálním adultismem.
- Strukturální Adultismus: Normalizace a legitimizace historické, kulturní, institucionální a interpersonální dynamiky, které běžně prospívají dospělým a zároveň vytvářejí kumulativní a chronické nepříznivé dúsledky pro mladé lidi. To je označováno také jako institucionální adultismus.

Studie provedená Ústředním ústavem pro prevenci krizí o rozšíření adultismu zaznamenala rostoucí počet místních organizací v USA, sloužících mládeži,. Například místní program v Oaklandu v Kalifornii popisuje dopad adultismu, který "brání rozvoji mládeže, zejména jejich sebeúcty a sebehodnocení, schopnosti vytvářet pozitivní vztahy s pečujícími dospělými nebo dokonce vidět dospělé jako spojence" na svých internetových stránkách.

### Podobné pojmy
Adultismus se používá k popisu útlaku dětí a mladých lidí dospělými, který je v životě mladých lidí považován za stejně mocný jako rasismus a sexismus. Je považován za zobecnění jevu na celou populaci dospělých, nejen mužů, jak je tomu v případě paternalismu (ten umožňuje široké spektrum moci dospělým mužům) a může zahrnovat infantilizaci dětí a mládeže. Pedofobie (strach z dětí) a ephebifobie (strach z mládí). Gerontofobie nebo její antonymum, gerontokracie mohou být rozšířením adultismu.
Podobné pojmy vyjadřující privilegia pro dospělé, adultarchie a adultcentrismus byly navrženy jako více morfologicky paralelní alternativy. Někteří aktivisté alternativně nazývají adultismus "youthismus" nebo "childismus", jež jsou rovny sexismu a heterosexismu. Opakem adultismu je jeunismus, jenž je definován jako preference mladých lidí a dospívajících nad dospělými.
Nejméně jedna prominentní organizace popisuje diskriminaci mladých lidí jako ageismus, což je jakákoli forma diskriminace vůči někomu z důvodu věku. Národní sdružení pro práva mladých tvrdí, že ageismus je přirozenějším a srozumitelnějším termínem než adultismus, a proto je častěji používán mezi mladými lidmi postiženými touto diskriminací. Zástanci používání "ageismu" se také domnívají, že starší lidé bojují proti své vlastní formě věkové diskriminace. Nicméně národní organizace nazvaná "Youth On Board" to vyvrací, argumentuje tím, že "nazývání adultistického chování ageismem, je diskriminace mládeže sama o sobě".

## Příčiny
Ve svém stěžejním článku z roku 1978 Flasher vysvětlil, že adultismus se rodí z přesvědčení, že děti jsou méněcenné a tvrdí, že adultismus se může projevovat jako přebytečná výchova a horlivá péče, majetnost nebo přílišným omezováním, které jsou vědomě nebo nevědomky zaměřeny na nadměrnou kontrolu nad dítětem. Souvisí to s psychologickou projekcí a rozštěpením tzv. splittingem (z aj. split/splitting), procesem, při kterém "ten, kdo s mocí připisuje svůj nevědomý, nevyřešený sexuální a agresivní obsah dítěti", má dítě – "s temnou i světlou stránkou/osobností... a proto "andílek/svatoušek s ďáblem v těle".
Nedávno teologové Heather Eaton a Matthew Fox navrhli: "Adultismus pochází z dospělých, kteří potlačují vnitřní dítě." John Holt uvedl: "Porozumění adultismu by mohlo začít vysvětlováním, co myslím tím, když říkám, že hodně z toho, co je známé jako umění být dítětem, je vynález dospělých." Tato perspektiva je podporována Maya Angelou, která poznamenala:
| „ | We are all creative, but by the time we are three or four years old, someone has knocked the creativity out of us. Some people shut up the kids who start to tell stories. Kids dance in their cribs, but someone will insist they sit still. By the time the creative people are ten or twelve, they want to be like everyone else. | “ |

## Důkaz adultismu
Průzkum v letech 2006/2007, který uskutečnily Children's Rights Alliance for England a National Children's Bureau, se dotazoval 4 060 dětí a mladých lidí na to, zda se k nim někdy někdo choval nespravedlivě na základě různých kritérií (rasa, věk, pohlaví, sexuální orientace atd.). Celkem 43% dotazovaných mladých Britů uvedlo, že zažívají diskriminaci na základě svého věku, podstatně více než jiné kategorie diskriminace, jako pohlaví (27%), rasa (11%) nebo sexuální orientace (6%).

## Klasifikace
Kromě Fletchera, jiní odborníci identifikovali několik forem adultismu a nabízeli typologii zahrnující internalizovaný adultismus, institucionalizovaný adultismus, kulturní adultismus, a další formy.

### Internalizovaný adultismus
V publikaci vydané Nadací W. K. Kellogga, Universitou v Michiganu profesor Barry Checkoway tvrdí, že internalizovaný adultismus způsobuje, že mládež "zpochybňuje svou vlastní legitimitu, pochybuje o svých schopnostech měnit" a udržuje mladé lidi v "kultuře mlčení".
"Adultismus nás v dětství přesvědčuje, že děti se skutečně nepočítají," říká ivestigativní studie, a "pro nás [děti] je nesmírně důležité mít souhlas dospělých a být s nimi za dobře, přestože to pro nás znamená zradit ostatní děti". Tento aspekt internalizovaného adultismu vede k takovým jevům, jako je "donášení na sourozence nebo být "učitelův mazánek", abychom uvedli alespoň dva příklady."
Mezi další příklady internalizovaného adultismu patří mnoho forem násilí, které děti a mládež zažívají od dospělých, kteří tak znovu prožívají násilí, kterému čelili jako mladí lidé, jako jsou tělesné tresty, sexuální zneužívání, verbální zneužívání a komunitní omezení, které zahrnují nařízení zakazující dětem chodit do obchodů bez dospělých a policisty, učitele nebo rodiče vyhánějící mladé lidi z různých míst bez oprávněného důvodu.

### Institucionální adultismus
Institucionální adultismus může být patrný ve všech příkladech systémové zaujatosti, kdy jsou formální omezení nebo požadavky kladeny na lidi jen kvůli jejich nízkému věku. Zákony, pravidla, organizační struktury a systematické postupy slouží jako mechanismy k tomu, aby využívaly, udržovaly a vštěpovaly adultismus v rámci celé společnosti. Tato omezení jsou často zesilována fyzickou silou, nátlakem nebo policejními akcemi a jsou často považována za dvojí standardy. Toto zacházení je stále více považováno za formu gerontokracie.
Instituce udržující adultismus mohou zahrnovat fiduciární, právní, vzdělávací, komunální, náboženské a vládní sektory společenosti. Literatura společenských věd označila adultismus jako "v kontextu sociální nerovnosti a útlaku dětí, kde jsou dětem odepřena lidská práva a jsou nepřiměřeně oběťmi špatného zacházení a vykořisťování" 
- Adopce novými rodiči
- Přístup ke zdravotní péči[35]
- Věk kandidatury právo být volen
- Legální věk způsobilosti k pohlavnímu styku
- Plnoletost zletilost
- Věková segregace
- Kohabitace s příbuznými/blízkými přáteli
- Povinná školní docházka/Povinné vzdělávání – Státem definovaná, legálizovaná, vymáhaná povinnost (pod pohrůžkou sankcí) vzdělávat se, případně vzdělávat se určitným způsobem, např. docházkou do škol. Může být státem organizovaná.
- Všeobecná branná povinnost
- Přístup k antikoncepci
- Zákaz vycházení
- Kriminalizace[36]
- Emancipace a právo/zákony
- Náboženská svoboda
- Věková hranice konzumace alkoholu
- Nadměrné podávání léčiv dětem[37]
- Dětští vojáci
- Dohled v kontextu uplatňování moci dospělých nad dětmi. Znesnadňování přístupu dětem k čemu mají běžně přístup dospělí. Zamezování v chování dětem. Rozhodování za děti.
- Veřejné školy státem financované školy
- Dobrovolné zaměstnání/podnikání je-li legální, se souhlasem zákonných zástupců/rodičů/státu
- Volební právo právo volit až od určitého věku

a také:
- Právní otázky ovlivňující adolescenci

### Kulturní adultismus
Kulturní adultismus je mnohem nejednoznačnější, avšak mnohem rozšířenější forma diskriminace nebo nesnášenlivosti vůči mládeži. Jakékoli omezování nebo vykořisťování lidí z důvodu jejich mladého věku, pro jejich schopnosti, míru schopnosti porozumění, nebo kapacity, lze nazvat adultismem. Tato omezení jsou často připisována eufemismům poskytovaným dospělým pouze na základě věku, například "lepší úsudek" nebo "moudrost věku". Redaktor časopisu rodičů komentuje: "Většinou lidé mluví odlišně s dětmi a dospělými a často s nimi také jinak jednají." Tady je shrnutí kulturního adultismu. Například viz:
- Aesthetics[39]
- Child abuse
- Academic misconceptions of youth
- Commercialization
- Online filters
- Corporal punishment
- Children's literature
- Child labor
- Mass marketing to youth
- Peer pressure
- Child prostitution
- Controversy over sagging
- Scapegoating
- Stereotypes about Youth subculture
- Teen sex
- Drinking age
- Generation gap
- poverty
- unemployment gaps in ages 18 to 25
- Moralism
- Mental illness
- Runaways

## Výsledky

### Sociální stratifikace
Diskriminace na základě věku je stále více uznávána jako forma bigotnosti v sociálních a kulturních prostředích po celém světě. Stále více sociálních institucí uznává postoje dětí a mládeže jako utlačované menšinové skupiny. Mnoho mladých lidí a dětí se vymezuje vůči adultistickým mýtům prostřednictvím masmédií od roku 1970 přes léta 90.

Výzkum sestavený ze dvou zdrojů (celostátní studie Cornell University a studie mládeže z Harvardovy univerzity) ukázala, že sociální stratifikace mezi věkovými skupinami způsobuje stereotypizaci a zobecnění; například mýtus o tom, že všichni adolescenti jsou nezralí, násilní a vzpurní. Oponenti adultismu tvrdí, že toto vedlo k nárůstu počtů mladých lidí, akademiků, výzkumníků a dalších dospělých, kteří se vymezují vůči adultismu a ageismu, organizováním vzdělávacích programů, petic, manifestací a vytvářením organizací věnovaných propagaci koncepce a řešením.
Současný výzkum ukazuje, že mladí lidé, kteří bojují proti adultismu v rámci komunitních organizací, mají velký přínos pro tyto organizace, stejně jako jejich vrstevníky, dospělé, kteří s nimi pracují, jako i širší komunita do které organizace patří.

### Kulturní odpovědi
Může existovat mnoho negativních dopadů adultismu, včetně ephebiphobie a narůstající generační mezery. Reaktivní sociální odpověď na adultismus má formu hnutí za práva dětí, vedeného mladými lidmi, kteří bojují proti tomu, aby byli vykořisťováni za svou práci. Mnoho populárních médií je používáno k útoku proti adultismu, zejména v hudebním a filmovém průmyslu. Navíc mnohé iniciativy zaměřené na sociální změny vedené mládeží inherentně reagují na adultismus, zejména ty, které souvisejí s mládežnickým a studentským aktivismem, z nichž každá se ve svých vlastních ohledech potýkala s účinky institucionalizovaného a kulturního adultismu 

### Akademický vývoj
Stále rostoucí počet vládních, akademických a vzdělávacích institucí po celém světě vytvořil pravidla, provedl studie a vytvořil publikace, které reagují na mnoho náznaků a důsledků adultismu. Velká část práce populární výzkumnice Margaret Meadové může být vnímáno jako reakce na adultismus. Mezi současné výzkumné pracovníky, jejichž práce analyzuje dopady adultismu, lze zařadit sociologa Mike Malese a kritického teoretika Henryho Girouxe. Téma adultismu bylo nedávno řešeno i v literatuře osvobozenecké psychologie.

## Řešení adultismu
Jakýkoli projev adultismu může být označen za adultistický. Může zahrnovat chování, zásady, zákonné normy, postupy, instituce nebo jednotlivce.
Pedagog John Holt navrhl, že učení dospělých o adultismu je zásadním krokem k řešení důsledků adultismu, alespoň jedna organizace a jedno curriculum dělá jen to. Několik pedagogů vytvořilo učební osnovy, které se snaží učit mládež o adultismu. V současné době organizace reagují na negativní důsledky adultismu včetně Organizace spojených národů, která provedla rozsáhlé výzkumy kromě toho, že uznává potřebu potlačovat adultismus prostřednictvím politik a programů. CRC má zvláštní články (5 a 12), kterými se výslovně zavázaly k boji proti adultismu. Mezinárodní organizace Human Rights Watch učinila totéž.
Společná praxe akceptuje zapojení hlasu mládeže a formování partnerství mládeže a dospělých jako zásadní krok k tomu, aby odolávali adultismu.
Mezi způsoby, jak čelit k adultismu lze zahrnout programy vedené mládeží a účast dětí a mladých lidí v organizacích vedených mládeží. Jedná se způsoby, jak děti urychlí akci změny kulturního paradigmatu a podniknou kroky, které vyvolávají odmítání a vymezení se vůči adultismu. Programy vedené mládeží umožňují, aby hlasy dětí a mladých lidí byly vyslyšeny a brány v úvahu. Převzetí kontroly nad autonomií dětí a mladých lidí, může pomoci dětem převzít kontrolu nad jejich sexualitou. Odklon od paradigmatu adultismu vede k odklonu od vztažného rámce a myšlenky, že děti nejsou schopné zvládnout informace o sexu a své vlastní sexualitě. Přijetí faktu, že děti jsou připraveny učit se o sobě, sníží míru dezinformace, jíž šíří jejich vrstevníci a umožní jim získat přesné informace od osob, které se v tématu vzdělávají.

## Kritika
Ve své nejextrémnější podobě je cílem zastánců řešení adultismu "více či méně vědomé, nekontrolované a skryté uplatňování moci nad dítětem dospělými ... toto ovládání moci dospělými" per se. samo o sobě. Takový útok na jakoukoli moc dospělých může být poháněn tím, co bývá nazýváno "myšlenkou homunculus ... pro mnohé dospělé je dítě malý dospělý. Nechápou, že dítě má jiné druhy problémů než dospělý".
Ve své mírnější podobě, "adultismus je o zneužívání moci a nehovoří o běžné odpovědnosti dospělých ve vztahu k dětem". Proto "řešením adultismu není obrácení struktury moci ... [nebo] její úplné vymýcení": spíše "snižování adultismu zahrnuje vyjednávání rozhodnutích".